# 클로드 도팽

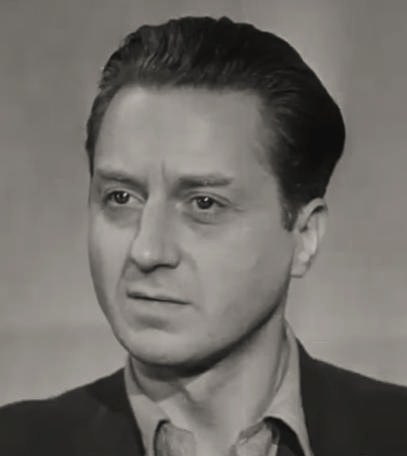

클로드 도팽(Claude Dauphin, 1903년 8월 19일 ~ 1978년 11월 16일)은 프랑스의 영화배우이다.
코르베유에손에서 태어났으며 파리에서 사망하였다. 페르 라셰즈 묘지에 매장되었다.

## 영화
- 앵커라이트 (1977년)
- 테넌트 (1976년)
- 마도 (1976년)
- 로즈버드 (1975년)
- 중요한 건 사랑한다는 거야 (1975년)
- 거위 사냥 (1975년)
- 우리는 대령을 원한다 (1973년)
- 애정 특급 (1969년)
- 파리의 백작 부인 (1969년)
- 바바렐라 (1968년) - 지구의 대통령 역
- 언제나 둘이서 (1967년)
- 그랑 프리 (1966년)
- 파리는 불타고 있는가? (1966년)
- 프랑스식 십계 (1962, Le Diable et les Dix Commandements)
- 콰이어트 아메리칸 (1958년)
- 팬텀 오브 더 루 모그 (1954년)
- 쾌락 (1952년)
- 에이프릴 인 파리스 (1952년)
- 황금 투구 (1952년) - 펠릭스 레카 역
- 서스펜스 (1949년)
- 스튜디오 원 (1948년)
- 비팅 하트 (1939년)
- 더 커튼 라이즈 (1938년)